# Mosteiro de Nossa Senhora da Soterraña
Nossa Senhora da Soterraña pronúncia espanhola: [nwestɾa seɲoɾa de la soteraɲa] é uma igreja e mosteiro gótico localizado em Santa María la Real de Nieva, província de Segóvia, Espanha. Foi construído entre o final do século XIV e o início do século XV.
Em 1920, dois dos seus elementos, a fachada e o claustro, foram designados como monumentos nacionais. A sua denominação actual é Bien de Interés Cultural.

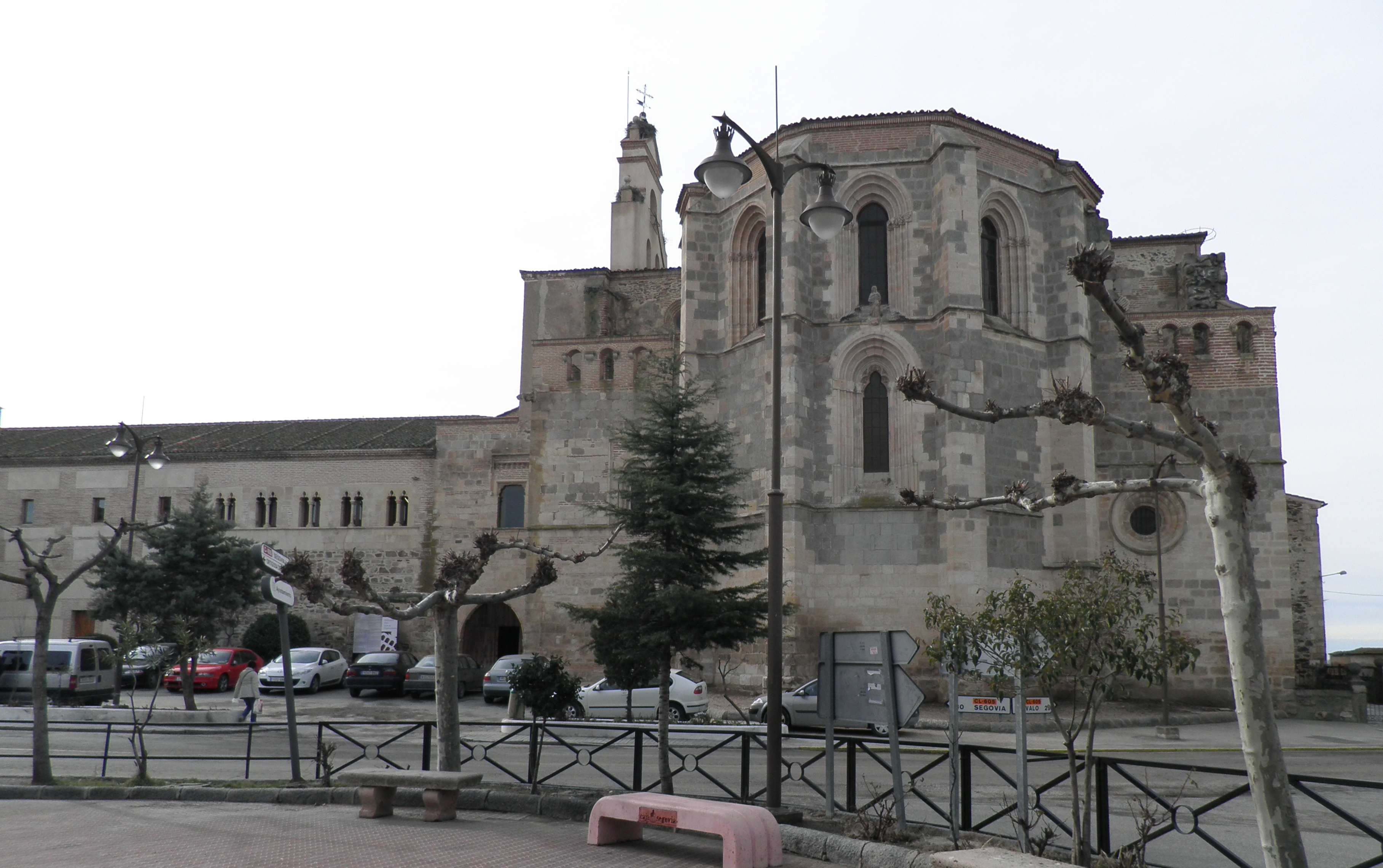
Vista da praça principal

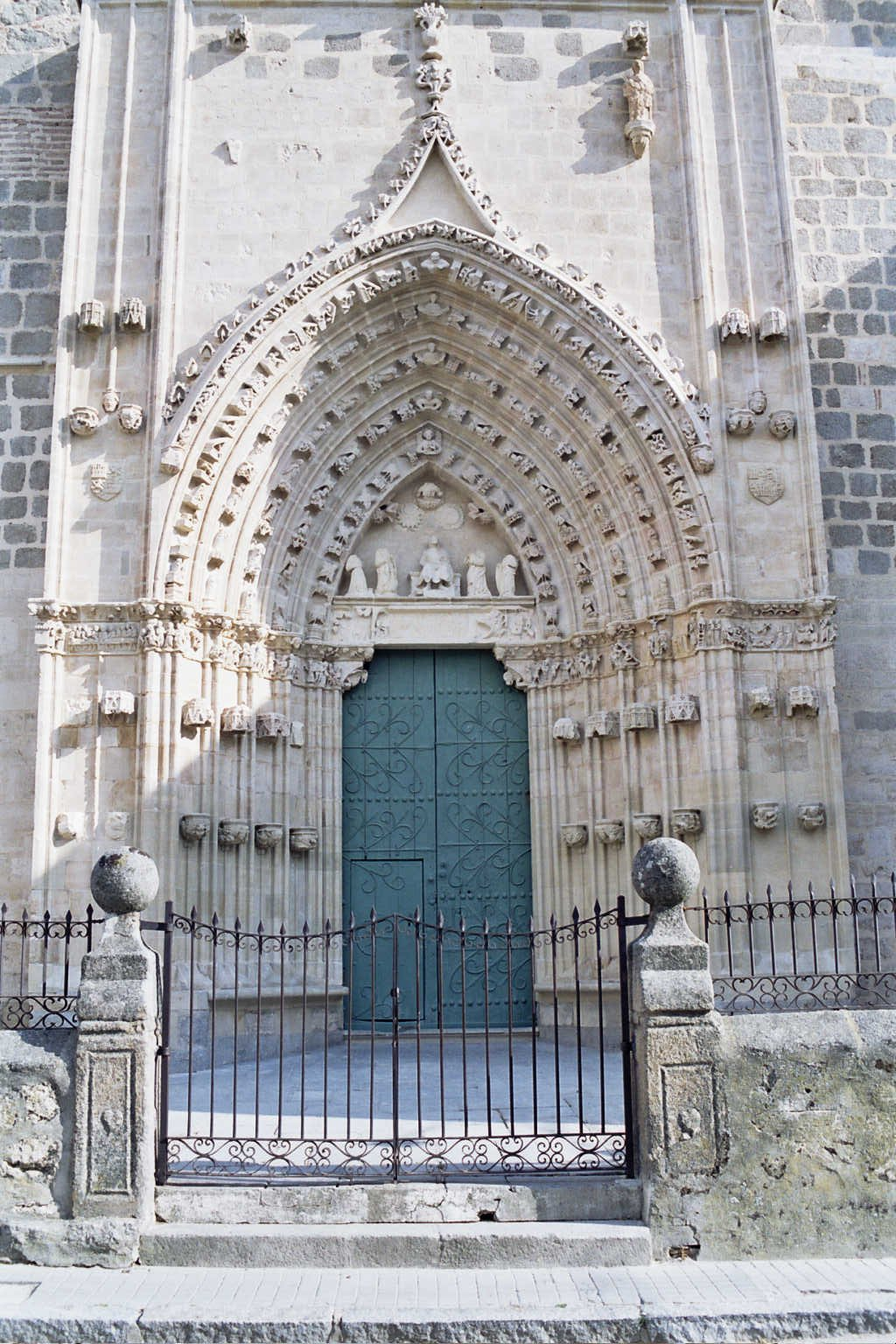
Fachada de igreja gótica